# Andrés Pico
Andrés Pico (San Diego, 18 novembre 1810 – Los Angeles, 14 febbraio 1876) è stato un politico e militare messicano con cittadinanza statunitense.
Fu un Californio e comandante militare durante la guerra messico-statunitense. Divenne anche governatore dell'Alta California nel 1847.

## Biografia
Andrés Pico nacque nel 1810 a San Diego nella California spagnola nel Vicereame della Nuova Spagna. Fu uno dei vari figli di José María Pico e María Eustaquia López entrambi di origine nativa americana, spagnola ed africana. Fu inoltre il fratello minore del governatore Pío Pico.
Nel 1845 in base alla legge per la secolarizzazione dei beni della Chiesa, suo fratello il governatore Pío Pico concesse ad Andrés Pico ed al suo socio Juan Manso un contratto di locazione della durata di nove anni per le terre della missione di San Fernando Rey de España che comprendeva quasi tutta la San Fernando Valley.
Durante la guerra messico-statunitense, Andrés Pico comandò le forze messicane. Nel 1846 Pico condusse un attacco contro le forze comandate dal generale americano Stephen Watts Kearny nella battaglia di San Pasqual, assestando a Kearny un duro colpo. 
Nel 1847, Pico Andrés fu nominato governatore della Alta California.
Il 13 gennaio 1847 firmò il trattato di Cahuenga con il comandante americano il tenente colonnello John C. Fremont.
Andrés Pico fu anche uno dei firmatari del trattato di Guadalupe Hidalgo del 1848 dove tutto il territorio messicano della Alta California venne ceduto agli Stati Uniti.
Morì a Los Angeles nel 1876.